# Owigery
Owigery, odnóża jajonośne – trzecia para odnóży głowowych, zlokalizowanych w jej tylnej części, występująca powszechnie u samców, a u nielicznych gatunków także u samic stawonogów z gromady kikutnic. 
U samców przystosowana jest do przenoszenia i przechowywania jaj zniesionych przez samicę. U samic, jeśli występuje, służy do oczyszczania ciała. Zbudowana jest z różnej liczby segmentów.